# Frankston (region)
Frankston är en region i Australien. Den ligger i delstaten Victoria, omkring 40 kilometer sydost om delstatshuvudstaden Melbourne. Antalet invånare är 133 560. Arean är 131 kvadratkilometer.
Följande samhällen finns i Frankston:
- Frankston
- Frankston East
- Langwarrin
- Frankston South
- Carrum Downs
- Seaford
- Skye
- Frankston North
- Sandhurst

Trakten runt Frankston består till största delen av jordbruksmark. Runt Frankston är det tätbefolkat, med 411 invånare per kvadratkilometer. Genomsnittlig årsnederbörd är 1 251 millimeter. Den regnigaste månaden är maj, med i genomsnitt 154 mm nederbörd, och den torraste är januari, med 51 mm nederbörd.